# Govuro
Govuro es un distrito y el nombre de su capital situado en la provincia de Inhambane, en Mozambique. 
La sede de este distrito es la villa de Nueva Mambone.

## Características
Limita al noreste con el distrito de Machanga de la provincia de Sofala, al este con el Océano Índico, al sur con Inhassoro, y al oeste con Mabote.
Tiene una superficie de 4.584 km² y según el censo de 2007 una población de 34.809 habitantes, lo cual arroja una densidad de 7,6 habitantes/km². Se ha presentado un aumento de 19,9% con respecto a los 29.031 habitantes registrados en 1997.

## División administrativa
Este distrito formado por cinco localidades, se divide en dos puestos administrativos (posto administrativo), con la siguiente población censada en 2005:
- Nueva Mambone, sede, 20 998 (Pande y Mambone).
- Save, 14 462 (Jofane, Luído y Machacame).